# Ramiz Gasimov
Ramiz Vagif oglu Gasimov –en azerí: Ramiz Vaqif oğlu Qasımov– (Beylagan, 17 de febrero de 1975-Bakú, 22 de octubre de 2020) fue un militar de Azerbaiyán, teniente coronel de Fuerza Aérea y de Defensa Aérea de las Fuerzas Armadas de Azerbaiyán, Héroe de la Guerra Patria.

## Biografía
Ramiz Gasimov nació el 17 de febrero de 1975 en Beylagan.  Sirvió como teniente coronel en la Fuerza Aérea de Azerbaiyán. Participó en la guerra de los Cuatro Días y el conflicto fronterizo armenio-azerí en Tovuz.
También participó en la segunda guerra del Alto Karabaj, que comenzó el 27 de septiembre de 2020, a lo largo de la línea de contacto. Él participó en la batalla de Sugovushan y apoyó al ejército azerbaiyano con su helicóptero Mil Mi-17 armado con Misil Spike. Después de atacar las posiciones armenias, se enfrentó a fuerte fuego enemigo y las fuerzas armenias derribaron su helicóptero. Ordenó catapultar a su equipo. Fue herido gravemente en el brazo, pero dirigió su helicóptero a un área vacía. Aunque logró tirarse en paracaídas desde su helicóptero, recibió un fuerte golpe en la cabeza. Fue trasladado al hospital pero entró en coma y murió el 22 de octubre de 2020. 
Ramiz Gasimov fue enterrado en el Segundo Callejón de Honor en Bakú. Fue premiado póstumamente con la Orden “Por la Patria”. El 9 de diciembre de 2020 Gasimov, por la orden del Presidente de Azerbaiyán, fue galardonado póstumamente con la Medalla de Héroe de la Guerra Patria.

## Premios y títulos
- Medalla de Héroe de la Guerra Patria (2020)[5]
- Orden “Por la Patria” (2020)[6][4]